# Moto Guzzi Superalce
La Moto Guzzi Superalce è una motocicletta prodotta dalla Moto Guzzi tra il 1948 e il 1958.

## Il contesto
Moto monocilindrica con classico cilindro orizzontale, cambio a 4 rapporti, di cilindrata 500 e con valvole in testa e molle a vista derivata direttamente dalla Moto Guzzi Alce (che rimase in servizio fino al 1945) previa una fase di transizione dal 1946 al 1948 in cui viene denominata Alce V, così chiamata per lo spostamento delle valvole in testa. Secondo alcune fonti il Superalce risulta però già in produzione a partire dal 1943, e questo genera confusione per la denominazione dei vari modelli.

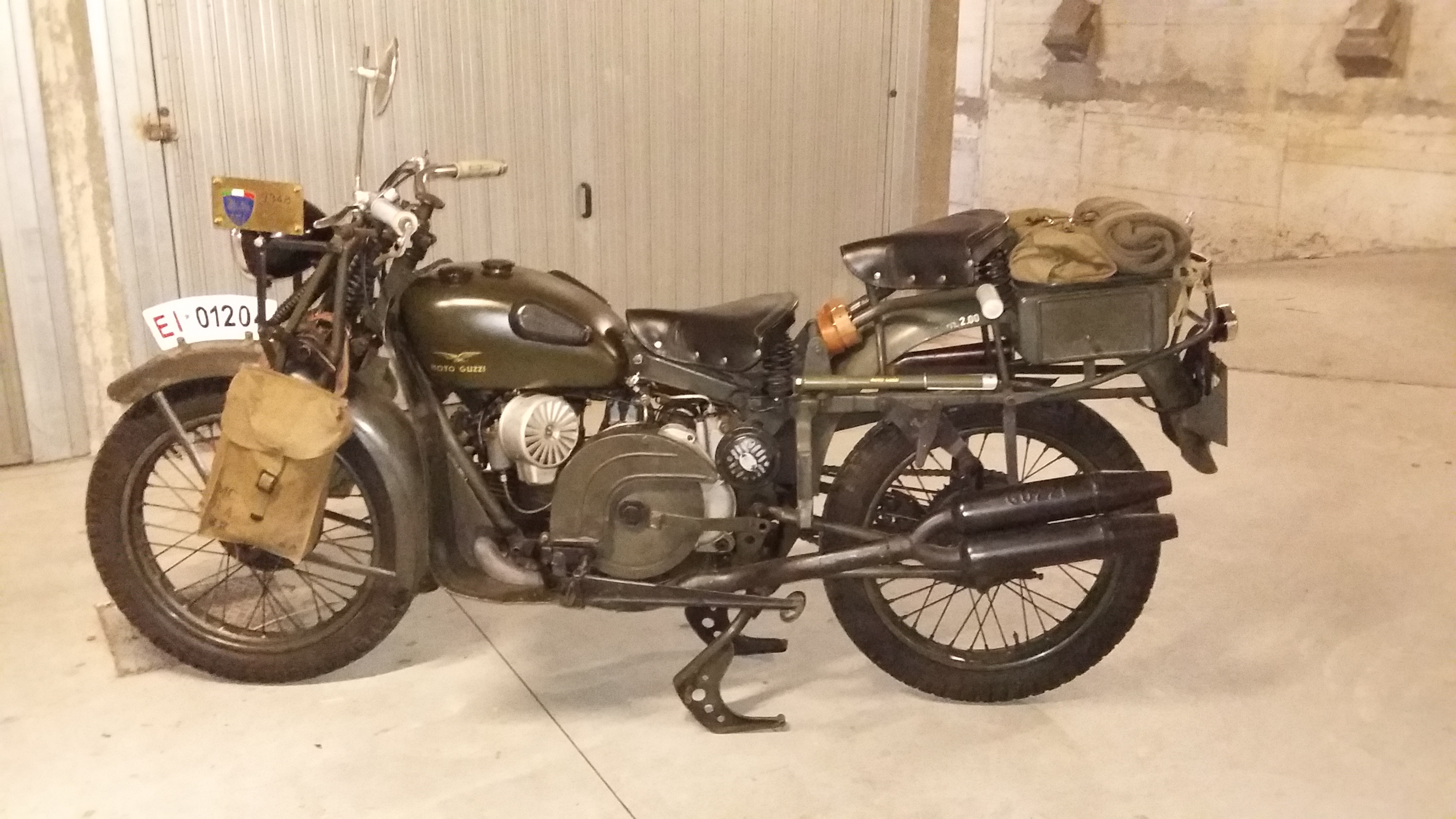
Moto guzzi Superalce

Nelle prime versioni era dotata di anticipo manuale (fino al 1952) e di marmitta terminale sdoppiata (fino al 1955). Successivamente comparve l'anticipo automatico e la marmitta a tubo singolo. Le due versioni principali erano quelle con serbatoio tutto verniciato (destinato all'Esercito Italiano) e quello con serbatoio cromato (destinato all'Arma del Carabinieri).
Il numero motore è caratterizzato in una prima fase dal prefisso AV (Alce Veloce) ed in una seconda fase dal prefisso SA (Superalce). 
I numeri di telaio fino al 1954 seguono la progressione numerica di tutti i Guzzi (dal 1921 al 1954 i modelli prodotti hanno il telaio compreso tra 51 e 33864), e successivamente iniziano con la numerazione S 00 AA fino al numero S 79 AR del 1958.
L'impianto elettrico è a 6 Volt. La batteria, situata in uno spazio ricavato sotto al manubrio posteriore ed in tal modo discretamente protetta dalle intemperie, viene caricata da una dinamo ma non è indispensabile per il funzionamento del motore, che può funzionare anche senza batteria. 
Sotto al serbatoio della benzina si trova un serbatoio dell'olio che permette attraverso due pompe olio meccaniche la circolazione del lubrificante all'interno delle varie parti in movimento del motore. Tale semplicità meccanica unita ad un telaio robusto garantisce grande affidabilità per i teatri nei quali tale motoveicolo doveva essere impiegato (uso militare).
Sotto al motore sul lato destro si trova un selettore che permette di modificare il carico delle molle posteriori per meglio adattarsi al trasporto di uno o di due passeggeri.